# Bernardino Bravo Aldunate
Bernardino Bravo Aldunate, profesor y político liberal chileno. Nació en Concepción, en 1818. Falleció en Santiago, en 1885. Hijo de Juan Bernardo Bravo Garín y Josefina de Aldunate y Salas. 
Educado clericalmente en Concepción, viajó a la capital donde estudió Humanidades en el Instituto Nacional, dedicándose luego a la docencia de la lengua castellana.
Joven adhirió a la causa pipiola por influencia paterna. Fue diputado suplente por el Partido Liberal, varias oportunidades entre 1855 y 1864. Sin embargo nunca logró incorporarse formalmente a la Cámara de Diputados.
Senador suplente (1864-1873), le correspondió reemplazar al senador titular, Bernardo del Solar Marín, quien había fallecido en 1868. Ocupó la senaduría por Concepción hasta el término del mandato (1873). Integró la comisión permanente de Hacienda e Industria.